# Elyzabeth Purwaningtyas
Elyzabeth Purwaningtyas (* 23. März 1993 in Cimahi) ist eine indonesische Badmintonspielerin. 

## Karriere
Elyzabeth Purwaningtyas gewann bei der Badminton-Juniorenweltmeisterschaft 2011 Silber im Dameneinzel. Beim Indonesia Open Grand Prix Gold 2013 stand sie im Achtelfinale des Einzels. In den Jahren 2012 und 2013 startete sie des Weiteren bei den Indonesia Open und den Indonesia International, 2012 bei den Malaysia International, den Singapur International und den India International.